# Record italiani di atletica leggera

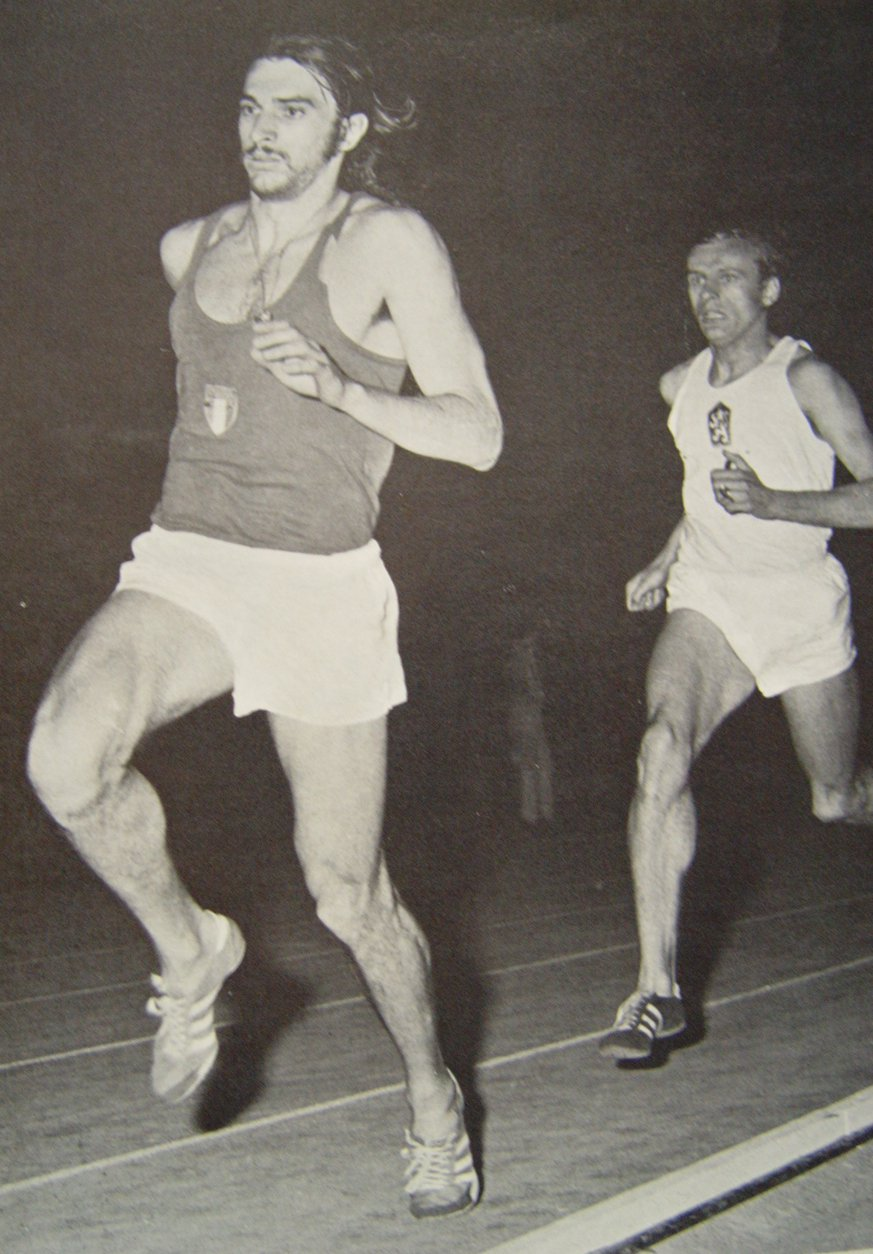
Il tempo di 1'43"7 stabilito sugli 800 m da Marcello Fiasconaro (nella foto), il 27 giugno 1973 (record mondiale, all'epoca), è il più longevo dell'atletica italiana

I record italiani di atletica leggera costituiscono i primati stabiliti dagli atleti di nazionalità italiana nelle specialità dell'atletica leggera riconosciute dalla Federazione Italiana di Atletica Leggera (FIDAL).

## Outdoor

### Maschili
Salvo specifiche indicazioni diverse, tutti i dati della sottostante tabella sono aggiornati all'11 giugno 2024.
| 100 m piani (progressione)            | 9"80 (+0,1 m/s) | Marcell Jacobs                                                    | Fiamme Oro                                | 1º agosto 2021    | Tokyo, Giappone                        |         |        |             |         |
| 200 m piani (progressione)            | 19"72 (+1,8 m/s)(a) | Pietro Mennea                                                     | Iveco Torino                              | 12 settembre 1979 | Città del Messico, Messico             |         |        |             |         |
| 400 m piani (progressione)            | 44"75 | Luca Sito                                                         | Pro Patria Milano                         | 9 giugno 2024     | Roma, Italia                           |         |        |             |         |
| 400 m piani (progressione)            | 44"75 | Edoardo Scotti                                                    | Carabinieri                               | 19 luglio 2025    | Madrid, Spagna                         |         |        |             |         |
| 800 m piani (progressione)            | 1'43"7(m) | Marcello Fiasconaro                                               | CUS Torino                                | 27 giugno 1973    | Milano, Italia                         |         |        |             |         |
| 800 m piani (progressione)            | 1'43"74 | Andrea Longo                                                      | Fiamme Oro                                | 3 settembre 2000  | Rieti, Italia                          |         |        |             |         |
| 1 000 m piani                         | 2'15"76 | Andrea Benvenuti                                                  | Fiamme Azzurre                            | 12 settembre 1992 | Nuoro, Italia                          |         |        |             |         |
| 1 500 m piani (progressione)          | 3'30"74 | Pietro Arese                                                      | Fiamme Gialle                             | 6 agosto 2024     | Parigi, Francia                        |         |        |             |         |
| Miglio                                | 3'48"11 | Federico Riva                                                     | Fiamme Gialle                             | 27 luglio 2025    | Berlino, Germania                      |         |        |             |         |
| Miglio su strada                      | 3'57"41 | Giovanni Filippi                                                  | Associazione Sportiva La Fratellanza 1874 | 1º ottobre 2023   | Riga, Lettonia                         |         |        |             |         |
| 2 000 m piani                         | 4'55"0(m) | Gennaro Di Napoli                                                 | Snam Gas Metano                           | 26 maggio 1991    | Torino, Italia                         |         |        |             |         |
| 3 000 m piani                         | 7'37"90 | Yemaneberhan Crippa                                               | Fiamme Oro                                | 13 luglio 2021    | Gateshead, Regno Unito                 |         |        |             |         |
| 5 000 m piani (progressione)          | 13'02"26 | Yemaneberhan Crippa                                               | Fiamme Oro                                | 8 settembre 2020  | Ostrava, Repubblica Ceca               |         |        |             |         |
| 5 km (strada)                         | 13'14" | Yemaneberhan Crippa                                               | Fiamme Oro                                | 30 aprile 2022    | Herzogenaurach, Germania               |         |        |             |         |
| 10 000 m piani (progressione)         | 27'10"76 | Yemaneberhan Crippa                                               | Fiamme Oro                                | 6 ottobre 2019    | Doha, Qatar                            |         |        |             |         |
| 10 km (strada)                        | 27'08" | Yemaneberhan Crippa                                               | Fiamme Oro                                | 27 aprile 2024    | Herzogenaurach, Germania               |         |        |             |         |
| 20 000 m piani                        | 58'43"8(m) | Franco Fava                                                       | Fiamme Gialle                             | 9 aprile 1977     | Roma, Italia                           |         |        |             |         |
| 1 ora                                 | 20 483 m | Giuseppe Gerbi                                                    | CUS Torino                                | 17 aprile 1982    | Roma, Italia                           |         |        |             |         |
| Mezza maratona (progressione)         | 59'26" | Yemaneberhan Crippa                                               | Fiamme Oro                                | 27 febbraio 2022  | Napoli, Italia                         |         |        |             |         |
| 25 000 m piani                        | 1h16'40"0(m) | Giuseppe Gerbi                                                    | CUS Torino                                | 10 aprile 1983    | Novi Ligure, Italia                    |         |        |             |         |
| 30 000 m piani                        | 1h33'08"2(m) | Massimo Magnani                                                   | CUS Ferrara                               | 11 aprile 1982    | Bologna, Italia                        |         |        |             |         |
| Maratona (progressione)               | 2h05'24" | Yohanes Chiappinelli                                              | Carabinieri                               | 1º dicembre 2024  | Valencia, Spagna                       |         |        |             |         |
| 100 km (strada)                       | 6h18'24" | Mario Ardemagni                                                   | Daini Carate Brianza                      | 11 settembre 2004 | Winschoten, Paesi Bassi                |         |        |             |         |
| 3 000 m siepi (progressione)          | 8'08"57 | Francesco Panetta                                                 | Pro Patria Osama                          | 5 settembre 1987  | Roma, Italia                           |         |        |             |         |
| 110 m ostacoli (progressione)         | 13"05 | Lorenzo Simonelli                                                 | Esercito                                  | 8 giugno 2024     | Roma, Italia                           |         |        |             |         |
| 400 m ostacoli (progressione)         | 47"50 | Alessandro Sibilio                                                | Fiamme Gialle                             | 11 giugno 2024    | Roma, Italia                           |         |        |             |         |
| Salto in alto (progressione)          | 2,39 m | Gianmarco Tamberi                                                 | Fiamme Gialle                             | 15 luglio 2016    | Comune di Monaco, Principato di Monaco |         |        |             |         |
| Salto con l'asta (progressione)       | 5,90 m | Giuseppe Gibilisco                                                | Fiamme Gialle                             | 28 agosto 2003    | Saint-Denis, Francia                   |         |        |             |         |
| Salto in lungo (progressione)         | 8,47 m (-0,2 m/s) | Andrew Howe                                                       | Aeronautica Militare                      | 30 agosto 2007    | Osaka, Giappone                        |         |        |             |         |
| Salto triplo (progressione)           | 17,75 m (+0,9 m/s) | Andy Díaz                                                         | Atletica Libertas Unicusano Livorno       | 2 giugno 2023     | Firenze, Italia                        |         |        |             |         |
| Getto del peso (progressione)         | 22,98 m | Leonardo Fabbri                                                   | Aeronautica Militare                      | 14 settembre 2024 | Bruxelles, Belgio                      |         |        |             |         |
| Lancio del disco (progressione)       | 67,62 m | Marco Martino                                                     | Fiamme Gialle                             | 28 maggio 1989    | Spoleto, Italia                        |         |        |             |         |
| Lancio del martello (progressione)    | 81,64 m | Enrico Sgrulletti                                                 | Fiamme Gialle                             | 3 marzo 1997      | Roma, Italia                           |         |        |             |         |
| Lancio del giavellotto (progressione) | 84,60 m | Carlo Sonego                                                      | Fiamme Gialle                             | 8 maggio 1999     | Osaka, Giappone                        |         |        |             |         |
| Decathlon (progressione)              | 8 235 punti | Dario Dester                                                      | Carabinieri                               | 11 giugno 2024    | Roma, Italia                           |         |        |             |         |
| Decathlon (progressione)              | \| 100 m (v.) \| Lungo (v.) \| Peso \| Alto \| 400 m \| 110 m hs (v.) \| Disco \| Asta \| Giavellotto \| 1500 m \| \| ---------------- \| ----------------- \| ------- \| ------ \| ----- \| ---------------- \| ------- \| ------ \| ----------- \| ------- \| \| 10"76 (-0,5 m/s) \| 7,32 m (+0,4 m/s) \| 12,43 m \| 2,02 m \| 48"43 \| 14"28 (+1,3 m/s) \| 41,00 m \| 4,90 m \| 63,66 m \| 4'23"36 \| |                                                                   |                                           |                   |                                        |         |        |             |         |
| Marcia 20 000 m (pista)               | 1h19'24"1(m) | Walter Arena                                                      | Fiamme Azzurre                            | 26 maggio 1990    | Bergen, Norvegia                       |         |        |             |         |
| Marcia 20 km (strada)                 | 1h17'26" | Massimo Stano                                                     | Fiamme Oro                                | 3 marzo 2024      | Taicang, Cina                          |         |        |             |         |
| Marcia 30 000 m (pista)               | 2h01'44"1(m) | Maurizio Damilano                                                 | Sisport Torino                            | 3 ottobre 1992    | Cuneo, Italia                          |         |        |             |         |
| Marcia 35 km (strada)                 | 2h23'14" | Massimo Stano                                                     | Fiamme Oro                                | 24 luglio 2022    | Eugene, Stati Uniti d'America          |         |        |             |         |
| Marcia 50 000 m (pista)               | 3h58'59"0(m) | Graziano Morotti                                                  | US Scanzorosciate                         | 10 ottobre 1981   | Osio Sopra, Italia                     |         |        |             |         |
| Marcia 50 km (strada)                 | 3h36'04" | Alex Schwazer                                                     | Carabinieri                               | 11 febbraio 2007  | Rosignano Solvay, Italia               |         |        |             |         |
| Staffetta 4×100 m (progressione)      | 37"50 | Lorenzo Patta Marcell Jacobs Fausto Desalu Filippo Tortu          | Italia Squadra nazionale                  | 6 agosto 2021     | Tokyo, Giappone                        |         |        |             |         |
| Staffetta 4×200 m                     | 1'21"10 | Stefano Tilli Carlo Simionato Giovanni Bongiorni Pietro Mennea    | Italia Squadra nazionale                  | 29 settembre 1983 | Cagliari, Italia                       |         |        |             |         |
| Staffetta 4×400 m (progressione)      | 2'58"81 | Davide Re Vladimir Aceti Edoardo Scotti Alessandro Sibilio        | Italia Squadra nazionale                  | 7 agosto 2021     | Tokyo, Giappone                        |         |        |             |         |
| Staffetta 4×800 m                     | 7'11"3(m) | Andrea Giocondi Alberto Barsotti Giuseppe D'Urso Andrea Benvenuti | Italia Squadra nazionale                  | 5 giugno 1992     | Sheffield, Regno Unito                 |         |        |             |         |
| Staffetta 4×1 500 m                   | 14'59"1(m) | Carlo Grippo Gaetano Erba Fulvio Costa Vittorio Fontanella        | Pro Patria AZ Verde                       | 18 settembre 1979 | Bergamo, Italia                        |         |        |             |         |
| 100 m (v.)                            | Lungo (v.) | Peso                                                              | Alto                                      | 400 m             | 110 m hs (v.)                          | Disco   | Asta   | Giavellotto | 1500 m  |
| 10"76 (-0,5 m/s)                      | 7,32 m (+0,4 m/s) | 12,43 m                                                           | 2,02 m                                    | 48"43             | 14"28 (+1,3 m/s)                       | 41,00 m | 4,90 m | 63,66 m     | 4'23"36 |

### Femminili
Salvo specifiche indicazioni diverse, tutti i dati della sottostante tabella sono aggiornati al 15 giugno 2025.
| 100 m hs (v.)    | Alto   | Peso    | 200 m (v.)       | Lungo (v.)        | Giavellotto | 800 m   |
| ---------------- | ------ | ------- | ---------------- | ----------------- | ----------- | ------- |
| 13"35 (-0,1 m/s) | 1,80 m | 12,37 m | 23"81 (+0,8 m/s) | 6,33 m (-1,1 m/s) | 43,65 m     | 2'10"75 |

| 100 m (v.) | Disco   | Asta   | Giavellotto | 400 m   | 100 m hs (v.) | Lungo (v.) | Peso    | Alto   | 1500 m  |
| ---------- | ------- | ------ | ----------- | ------- | ------------- | ---------- | ------- | ------ | ------- |
| 13"50      | 26,34 m | 3,30 m | 37,38 m     | 1'02"18 | 15"32         | 5,42 m     | 12,27 m | 1,66 m | 5'28"26 |

### Misti
Salvo specifiche indicazioni diverse, tutti i dati della sottostante tabella sono aggiornati al 29 giugno 2025.
| Specialità                             | Prestazione | Atleta                                                        | Società                  | Data           | Luogo          |
| -------------------------------------- | ----------- | ------------------------------------------------------------- | ------------------------ | -------------- | -------------- |
| Staffetta 4×400 m mista (progressione) | 3'09"66     | Edoardo Scotti Virginia Troiani Vladimir Aceti Alice Mangione | Italia Squadra nazionale | 29 giugno 2025 | Madrid, Spagna |

## Indoor

### Maschili
Salvo specifiche indicazioni diverse, tutti i dati della sottostante tabella sono aggiornati al 2 marzo 2024.
| Specialità        | Prestazione | Atleta                                                                | Società                  | Data             | Luogo                      |         |
| ----------------- | --- | --------------------------------------------------------------------- | ------------------------ | ---------------- | -------------------------- | ------- |
| 50 m piani        | 5"78 | Andrea Rabino                                                         | Carabinieri              | 28 febbraio 2004 | Liévin, Francia            |         |
| 60 m piani        | 6"41 | Marcell Jacobs                                                        | Fiamme Oro               | 19 marzo 2022    | Belgrado, Serbia           |         |
| 200 m piani       | 20"52 | Stefano Tilli                                                         | CUS Roma                 | 21 febbraio 1985 | Torino, Italia             |         |
| 400 m piani       | 45"99 | Ashraf Saber                                                          | Fiamme Gialle            | 1º marzo 1998    | Valencia, Spagna           |         |
| 800 m piani       | 1'45"00 | Catalin Tecuceanu                                                     | Fiamme Oro               | 23 febbraio 2024 | Madrid, Spagna             |         |
| 1 000 m piani     | 2'18"58 | Christian Obrist                                                      | Carabinieri              | 21 febbraio 2008 | Stoccolma, Svezia          |         |
| 1 500 m piani     | 3'35"63 | Ossama Meslek                                                         | Esercito                 | 6 febbraio 2024  | Toruń, Polonia             |         |
| Miglio            | 3'55"71 | Pietro Arese                                                          | Fiamme Gialle            | 29 gennaio 2023  | Padova, Italia             |         |
| 3 000 m piani     | 7'38"42 | Pietro Arese                                                          | Fiamme Gialle            | 3 febbraio 2024  | Metz, Francia              |         |
| 5 000 m piani     | 13'23"99 | Yemaneberhan Crippa                                                   | Fiamme Oro               | 18 febbraio 2017 | Birmingham, Regno Unito    |         |
| 50 m ostacoli     | 6"64(+) | Emiliano Pizzoli                                                      | Carabinieri              | 5 febbraio 1999  | Budapest, Ungheria         |         |
| 60 m ostacoli     | 7"43 | Lorenzo Simonelli                                                     | Esercito                 | 2 marzo 2024     | Glasgow, Regno Unito       |         |
| Salto in alto     | 2,38 m | Gianmarco Tamberi                                                     | Fiamme Gialle            | 13 febbraio 2016 | Hustopeče, Repubblica Ceca |         |
| Salto con l'asta  | 5,82 m | Giuseppe Gibilisco                                                    | Fiamme Gialle            | 15 febbraio 2004 | Donec'k, Ucraina           |         |
| Salto con l'asta  | 5,82 m | Claudio Stecchi                                                       | Fiamme Gialle            | 15 febbraio 2023 | Liévin, Francia            |         |
| Salto in lungo    | 8,37 m | Mattia Furlani                                                        | Fiamme Oro               | 16 febbraio 2025 | Toruń, Polonia             |         |
| Salto triplo      | 17,80 m | Andy Díaz                                                             | Fiamme Gialle            | 21 marzo 2025    | Nanchino, Cina             |         |
| Getto del peso    | 22,37 m | Leonardo Fabbri                                                       | Aeronautica Militare     | 10 febbraio 2024 | Liévin, Francia            |         |
| Eptathlon         | 6 076 punti | Dario Dester                                                          | Carabinieri              | 21 febbraio 2021 | Ancona, Italia             |         |
| Eptathlon         | \| 60 m \| Lungo \| Peso \| Alto \| 60 m hs \| Asta \| 1000 m \| \| ---- \| ------ \| ------- \| ------ \| ------- \| ------ \| ------- \| \| 7"02 \| 7,66 m \| 14,03 m \| 2,01 m \| 8"13 \| 5,00 m \| 2'44"53 \| |                                                                       |                          |                  |                            |         |
| Marcia 5 000 m    | 17'55"65 | Francesco Fortunato                                                   | Fiamme Gialle            | 22 febbraio 2025 | Ancona, Italia             |         |
| Staffetta 4×200 m | 1'22"32 | Pierfrancesco Pavoni Stefano Tilli Giovanni Bongiorni Carlo Simionato | Italia Squadra nazionale | 11 febbraio 1984 | Torino, Italia             |         |
| Staffetta 4×400 m | 3'05"51 | Marco Vaccari Vito Petrella Alessandro Aimar Andrea Nuti              | Italia Squadra nazionale | 10 marzo 1991    | Siviglia, Spagna           |         |
| 60 m              | Lungo | Peso                                                                  | Alto                     | 60 m hs          | Asta                       | 1000 m  |
| 7"02              | 7,66 m | 14,03 m                                                               | 2,01 m                   | 8"13             | 5,00 m                     | 2'44"53 |

### Femminili
Salvo specifiche indicazioni diverse, tutti i dati della sottostante tabella sono aggiornati al 1º marzo 2024.
| Specialità        | Prestazione | Atleta                                                             | Società                        | Data             | Luogo                         |
| ----------------- | --- | ------------------------------------------------------------------ | ------------------------------ | ---------------- | ----------------------------- |
| 50 m piani        | 6"31 | Marisa Masullo                                                     | Pro Sesto AICS                 | 22 febbraio 1981 | Grenoble, Francia             |
| 60 m piani        | 7"01 | Zaynab Dosso                                                       | Fiamme Azzurre                 | 9 marzo 2025     | Apeldoorn, Paesi Bassi        |
| 200 m piani       | 23"14 | Manuela Levorato                                                   | Camelot                        | 2 marzo 2003     | Genova, Italia                |
| 400 m piani       | 51"75 | Alice Mangione                                                     | Esercito                       | 7 febbraio 2025  | Karlsruhe, Germania           |
| 800 m piani       | 1'59"25 | Elisa Cusma                                                        | Esercito                       | 15 febbraio 2009 | Karlsruhe, Germania           |
| 1 000 m piani     | 2'37"09 | Elena Bellò                                                        | Fiamme Azzurre                 | 25 febbraio 2023 | Birmingham, Regno Unito       |
| 1 500 m piani     | 4'03"59 | Marta Zenoni                                                       | AS Luiss                       | 19 gennaio 2025  | Lussemburgo, Lussemburgo      |
| Miglio            | 4'21"51 | Sintayehu Vissa                                                    | Atletica Brugnera Friulintagli | 2 marzo 2025     | Boston, Stati Uniti d'America |
| 3 000 m piani     | 8'30"82 | Nadia Battocletti                                                  | Fiamme Azzurre                 | 13 febbraio 2025 | Liévin, Francia               |
| 5 000 m piani     | 16'47"04 | Claudia Menconi                                                    | AVIS Firenze                   | 25 febbraio 1996 | Stoccolma, Svezia             |
| 50 m ostacoli     | 7"17 | Desola Oki                                                         | Fiamme Oro                     | 23 dicembre 2017 | Parma, Italia                 |
| 50 m ostacoli     | 7"00(+) | Giada Carmassi                                                     | Esercito                       | 13 febbraio 2025 | Liévin, Francia               |
| 60 m ostacoli     | 7"94 | Veronica Borsi                                                     | Fiamme Gialle                  | 1º marzo 2013    | Göteborg, Svezia              |
| Salto in alto     | 2,04 m | Antonietta Di Martino                                              | Fiamme Gialle                  | 9 febbraio 2011  | Banská Bystrica, Slovacchia   |
| Salto con l'asta  | 4,66 m | Elisa Molinarolo                                                   | Fiamme Oro                     | 17 febbraio 2024 | Ancona, Italia                |
| Salto in lungo    | 6,97 m | Larissa Iapichino                                                  | Fiamme Gialle                  | 5 marzo 2023     | Istanbul, Turchia             |
| Salto triplo      | 14,81 m | Magdelín Martínez                                                  | Atletica 2000                  | 5 marzo 2004     | Budapest, Ungheria            |
| Getto del peso    | 19,20 m | Assunta Legnante                                                   | Camelot                        | 16 febbraio 2002 | Genova, Italia                |
| Pentathlon        | 4559 punti | Sveva Gerevini                                                     | Carabinieri                    | 1º marzo 2024    | Glasgow, Regno Unito          |
| Pentathlon        | \| 60 m hs \| Alto \| Peso \| Lungo \| 800 m \| \| ------- \| ------ \| ------- \| ------ \| ------- \| \| 8"28 \| 1,76 m \| 12,58 m \| 6,26 m \| 2'12"07 \| |                                                                    |                                |                  |                               |
| Marcia 3 000 m    | 11'50"08 | Eleonora Giorgi                                                    | Fiamme Azzurre                 | 22 febbraio 2014 | Ancona, Italia                |
| Staffetta 4×200 m | 1'34"05 | Laura Miano Daniela Ferrian Erica Rossi Marisa Masullo             | Italia Squadra nazionale       | 11 febbraio 1984 | Torino, Italia                |
| Staffetta 4×400 m | 3'28"61 | Alice Mangione Ayomide Folorunso Anna Polinari Eleonora Marchiando | Italia Squadra nazionale       | 5 marzo 2023     | Istanbul, Turchia             |
| Staffetta 4×800 m | 9'24"5(m) | ?                                                                  | Sisport Fiat Also              | ?                | ?                             |
| 60 m hs           | Alto | Peso                                                               | Lungo                          | 800 m            |                               |
| 8"28              | 1,76 m | 12,58 m                                                            | 6,26 m                         | 2'12"07          |                               |